# Partit d'arreplega
Un partit d'arreplega o partit arreplegador és un partit polític que pretén atraure votants d'ideologies i punts de vista diversos. Això contrasta amb el que fan habitualment els partits polítics que defensen una ideologia clara i cerquen que els votants s'hi adhereixin.
El terme va ser introduït per Otto Kirchheimer el 1966 per a referir-se a una nova tipologia de partit que apareix després de la Segona Guerra Mundial a causa de l'exigència dels partits de masses d'atraure el màxim nombre d'electors i de transcendir els interessos de grup per a aconseguir una confiança general.
Algunes característiques que distingeixen el partit d'arreplega del que cerca un tipus concret de votant serien:
1. Una dràstica reducció del bagatge ideològic.
2. Un menor èmfasi en una determinada classe social per a reclutar electors entre tota la població.
3. Assegurar l'accés a diversos grups d'interès.

La principal característica d'aquests partits, segons Kirchheimer, és concentrar les energies en la competició electoral mitjançant l'elecció de temes amb els quals cerquen un ampli consens amb la població general (com pot ser la seguretat ciutadana, un tema usat des de diverses perspectives per les principals forces polítiques que aspiren al govern).

## Exemples de partits d'arreplega

### Catalunya
La coalició Junts pel Sí que es constituí amb l'objectiu d'aconseguir la independència de Catalunya tenia característiques d'aquest tipus de partit com ara deixar de banda les ideologies per a aconseguir una determinada finalitat mirant d'aconseguir vots d'electors molt diversos.

### Espanya
Ciutadans - Partit de la Ciutadania, ha estat considerat com un exemple d'astroturfing als mitjans espanyols d'ençà del 2015. Originalment fundat com a partit regional socialdemòcrata oposat al nacionalisme català, va canviar a un missatge atractiu per a atraure vots de la dreta a l'esquerra moderada en la seva aparició al panorama polític espanyol. La seva posició inclou una barreja de liberalisme i proeuropeisme, però el partit també ha tingut punts de vista populistes sobre la legitimitat dels seus opositors polítics, visions conservadores sobre temes com el sistema penal i la propietat privada i un fort nacionalisme espanyol, convertint-se en un dels partits que es pot considerar més «arreplegador» de la història del país. Posteriorment, però, es percep que la principal ideologia del partit havia derivat cap a la dreta, amb el seu líder Albert Rivera admetent que no acceptarien formar una coalició amb els dos principals partits de centreesquerra i esquerra després de les eleccions generals espanyoles del 2019, independentment dels resultats. A més d'això, alguns comentaristes defensen que després de les eleccions generals espanyoles del 2019, Ciutadans va intentar convertir-se en el partit hegemònic de la dreta tot prenent el lloc del Partit Popular, que va patir pèrdues massives en percentatge de vot i escons al Congrés dels Diputats, contribuint així al seu desplaçament cap a la dreta. De la mateixa manera, als parlaments regionals CS s'ha unit amb el Partit Popular i també amb el partit d'extrema dreta Vox per formar coalicions. D'aquesta manera, han sorgit expressions com ara «les tres dretes» alhora que es defineix la seva oposició com «l'esquerra».

### França
La República En Marxa, el partit fundat pel president francès Emmanuel Macron ha estat descrit com un partit centrista amb una naturalesa de partit arreplegador.
També s'ha considerat durant molt de temps al Front Nacional com un partit arreplegador per la seva capacitat de seduir els votants tant de l'esquerra com de la dreta. L'electorat d'esquerra pot veure's atret pel component econòmic i social i el de la dreta està interessat en aspectes d'identitat i seguretat. A això s'afegeix la debilitat de l'organització partidista i el lideratge fort de Marine Le Pen.

### Itàlia
A Itàlia, el Moviment 5 Estrelles liderat per l'humorista i actor Beppe Grillo ha estat descrit com un partit arreplegador, de protesta i “gran tenda postideològica” perquè els seus partidaris no comparteixen preferències polítiques similars, estan dividits en grans aspectes econòmics i socials i estan units en gran part basats en sentiments antisistema. La campanya del Moviment Cinc Estrelles va combinar sentiments antisistema amb una protesta econòmica i política que s'estén més enllà dels límits de les orientacions polítiques tradicionals. La Lliga Nord va atreure electors de tot l'espectre polític durant els seus primers anys. Forza Italia de centredreta i el Partit Demòcrata de centreesquerra es consideren partits arreplegadors, atès que tots dos s'han format a partir de fusions de partits polítics amb nombrosos antecedents ideològics.